# 韩矫
韓矯，太原郡人，五胡十六国時代前燕人物。
韓矯在鮮卑慕容部大人慕容廆属下担任遼東相。331年九月，慕容廆派他为使者，与東夷校尉封抽等三十余人向东晋太尉陶侃致书。请求任命慕容廆为大将軍，封为燕王。陶侃回信，表示要等待朝廷定議，朝廷没有定论，慕容廆已经去世。
333年十月，征虜将軍慕容仁反叛新继位的慕容皝。慕容仁控制遼東，韓矯和封抽、東夷護軍乙逸、玄菟郡太守高詡弃城逃走。
韓矯后来改任司馬。335年正月，慕容皝设置左右司馬，韓矯任左司馬。